# Isabelle Françoise Helene Marie d’Orléans

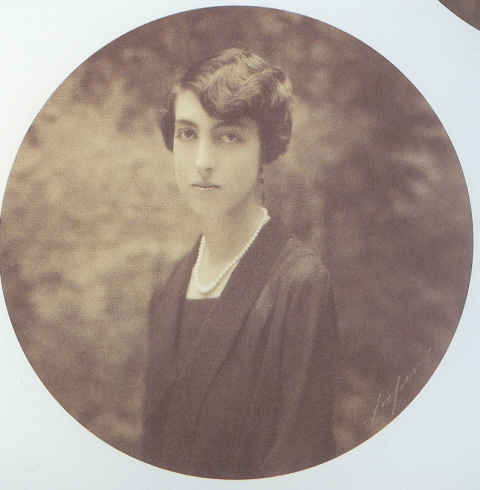
Isabelle Françoise Helene Marie d’Orléans

Isabelle Françoise Helene Marie d’Orléans (* 27. November 1900 in Paris; † 12. Februar 1983 in Neuilly-sur-Seine bei Paris) war eine französische Prinzessin aus dem Haus Orléans.

## Leben
Isabelle, die älteste Tochter Jean d’Orléans, duc de Guise, eines französischen Thronanwärters aus dem Haus Orléans, und seiner Frau, zugleich Cousine, Isabelle d’Orléans, stammte von den königlichen Linien Spaniens, Portugals und Frankreichs sowie den brasilianischen Kaisern ab. Sie wuchs in Frankreich, Belgien und Marokko auf, das damals eine französische Kolonie war.
Sie heiratete am 12. September 1923 Bruno d’Harcourt, Sohn des Eugène d’Harcourt und der Armande de Pierre de Bernis. Aus dieser Verbindung gingen vier Kinder hervor: Bernard (1925–1958), Gilone (geb. 1927), Isabelle (1927–1993) und Monique (geb. 1929). Bruno, leidenschaftlicher Rennfahrer, verunglückte während eines Trainings mit seinem Bugatti in Casablanca und starb an den Folgen des Unfalls am 19. April 1930.
In zweiter Ehe heiratete Isabelle am 12. Juli 1934 den Bonapartisten Pierre Murat (1900–1948); diese Ehe blieb ohne Nachkommen. Isabelle starb im Februar 1983 im Alter von 82 Jahren in Neuilly-sur-Seine, nahe Paris, und fand ihre letzte Ruhestätte auf dem Pariser Friedhof Montparnasse.